# Isabel Carlucci
Isabel Ángela Carlucci (Rosario, 26 de julio de 1952 - secuestrada desaparecida en Capitán Bermúdez, Santa Fe; 10 de agosto de 1976) fue una estudiante de Ciencia Política y militante del PRT-ERP de la Universidad Nacional de Rosario, víctima de la última dictadura cívico militar de Argentina. Sus restos fueron identificados posteriormente en el año 2011.

## Breve reseña
Isabel nació el 26 de julio de 1952 en Rosario. Estudió en la Escuela "María Auxiliadora", donde egresó como maestra. Trabajó como catequista. Sus familiares la llamaban "Isa" o "Teli" pero entre sus amigos la conocían como "La Gringa", en referencia a su largo cabello rubio y sus grandes ojos claros. A principios de los 70´ ingresó a la carrera de Ciencia Política de la UNR y trabajó en el comedor universitario, donde conoció a su pareja Víctor Hugo Fina. En 1975 nació su primer hijo, Iván.
Isabel comenzó su militancia en la UEL, pasando por diversas agrupaciones hasta militar en el PRT-ERP, como miembro de dicha organización realizó principalmente tareas de propaganda, en la cual su esposo era responsable del área logística. 

## Secuestro y desaparición
El 10 de agosto de 1976, su esposo Víctor Hugo fue asesinado por fuerzas de seguridad en el domicilio de la pareja en la ciudad de Rosario. Isabel fue secuestrada ese mismo día en su lugar de trabajo en la empresa Mondoni Automotores en la localidad de Capitán Bermúdez. Estaba embarazada de seis meses. La fecha médica de parto era para el 22 de noviembre de 1976. Pensaban llamar Silvio al bebé que esperaban si era varón. Se estima que la joven posiblemente haya permanecido detenida en el centro clandestino de detención "La Calamita".

## Hallazgo de restos
En junio de 2011, en el marco de la Iniciativa Latinoamericana para la Identificación de Personas Desaparecidas llevada adelante por el EAAF, fueron identificados los restos de Isabel. Su cuerpo había sido arrojado al río Paraná y días después inhumado como NN en el cementerio La Piedad de Rosario. La apertura de la causa en octubre de 2009 y la labor de la oficina de la fiscal federal, Mabel Colalongo, permitieron que en mayo de 2010 el EAAF exhumara los restos. El 10 de agosto de 2011 por resolución del Juzgado Federal N° 4 se determinó que estos pertenecían a Isabel.
En la actualidad, su hijo Iván Fina, continúa en la búsqueda de su hermana o hermano nacido en cautiverio.

## Homenajes
- En marzo de 2017 se realizó un acto en el Bosquecillo de la Memoria de San Lorenzo, que recuerda a los desaparecidos de la última dictadura cívico militar: José Polenta, María Luisa Cuatrín, Roberto De Grandis, Carlos Vergara, Carlos Ignacio Kruppa, Roberto Camuglia, Oscar Riquelme, Ramón Di Fiori, Rafael Carroza, Lina Funes, Juan José Funes, Hugo Alberto Parente, Isabel Carlucci, José Prat, María Castellini, Rosa Montenegro, Rosa Benuzzi Torrens y José López.[9]
- El 13 de septiembre de 2017 el concejo municipal de la ciudad de Capitán Bermúdez aprueba por unanimidad designar con su nombre el espacio verde, recreativo, cultural y público del barrio Santa Catalina de dicha ciudad.[10]
- En el año 2019 la Facultad de Ciencias Políticas y Relaciones Internacionales de la Universidad Nacional de Rosario organiza una muestra homenaje a las mujeres desaparecidas de la facultad,[11] entre ellas la de Isabel Carlucci.[12]
- En agosto de 2019 el Espacio por la Memoria, la Verdad y la Justicia del Cordón Industrial realiza un homenaje en la esquina de calle Paraná y Avenida San Lorenzo de Capitán Bermúdez, lugar donde fue secuestrada Isabel.[13][14]